# Alambre de espino

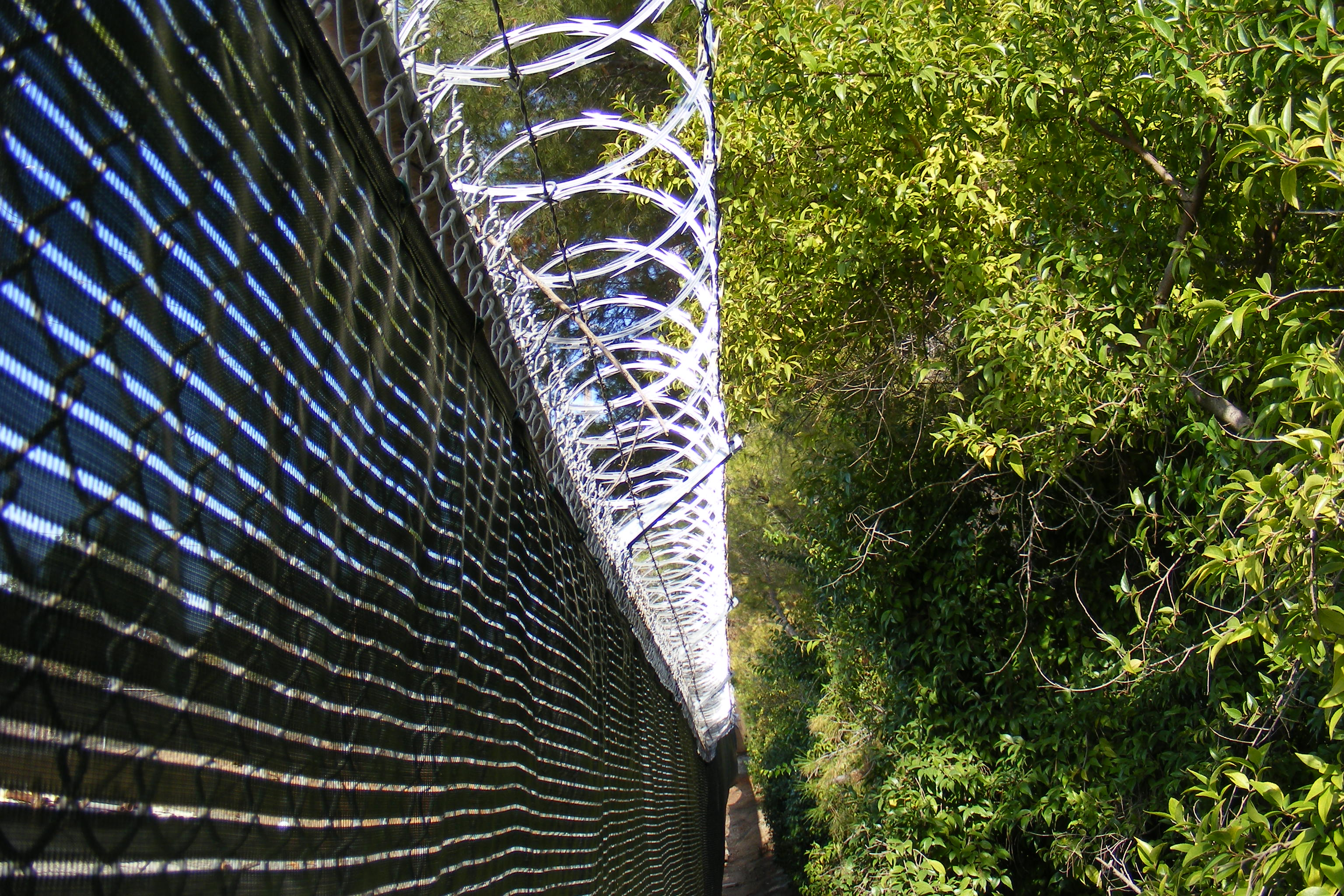
Alambre de espino en la parte superior de una tela metálica que rodea una subestación eléctrica.

El alambre de espino es una malla de tiras metálicas con bordes afilados cuya finalidad es impedir el paso de personas no autorizadas. El término «alambre de espino», se ha utilizado generalmente para describir todo tipo de alambre de púas. El alambre de espino es mucho más afilado que el alambre de púas estándar; recibe su nombre debido a su apariencia con las espinas de un pez, que además están afiladas. Sus puntas afiladas están diseñadas para rasgar y enganchar la ropa y la carne.
Estas hojas están diseñadas para infligir cortes graves a cualquiera que intente atravesar o saltar la valla y, del mismo modo, también tienen un fuerte efecto disuasorio psicológico. El alambre de espino se utiliza en muchas aplicaciones de seguridad porque, si bien las personas pueden sortearlo con relativa rapidez con herramientas, penetrar una barrera de alambre de espino sin herramientas es muy lento y normalmente perjudicial, lo que a menudo frustra el intentos de intrusión o da a las fuerzas de seguridad más tiempo de respuesta.

## Modo de empleo

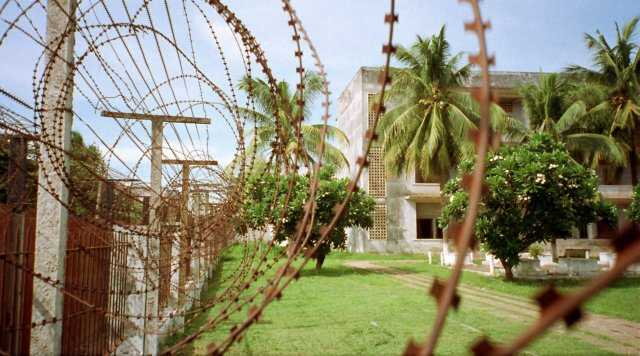
Pequeño alambre de espino en el Museo de los Crímenes Genocidas.

El primer uso de alambre de espino con fines bélicos fue en 1898, durante la guerra hispanoamericana, treinta y un años después de que se emitieran las primeras patentes en 1867. Uno de los ejemplos más notables durante la guerra hispanoamericana es la defensa proporcionada por la Trocha Morón-Jucardo. La trocha se extendía a lo largo de 80 km entre las ciudades de Morón y Jucardo. Dentro de esta trinchera, y además de árboles caídos, se utilizó alambre de espino. El alambre de espino estaba dispuesto en una formación de cuna de gato, de modo que por cada 10 metros de valla construida, se tendían 380 metros de alambre de espino (32 metros de alambre por cada 0,90 de valla).
Posteriormente se fabricaron más versiones de este tipo de alambre, creadas por Alemania durante la Primera Guerra Mundial. La razón de esto fue la escasez de alambre durante la guerra para fabricar el alambre convencional. Por ello, a partir de tiras de acero se empezaron a fabricar alambres planos con bordes cortantes triangulares («alambre de espino en banda»). Un efecto secundario positivo fue que se pudo producir un alambre de espino de una longitud comparable a la de este nuevo tipo en menos tiempo. Estos precursores del alambre de la OTAN aún no tenían un alambre interior para estabilización, por lo que eran fáciles de cortar con tijeras de hojalatero y tampoco eran tan robustos, como el alambre de púas normal. Sin embargo, eran resistentes a los cortaalambres que se utilizaban en aquella época para cortar el alambre de púas normal, como era habitual en el frente.

## Construcción

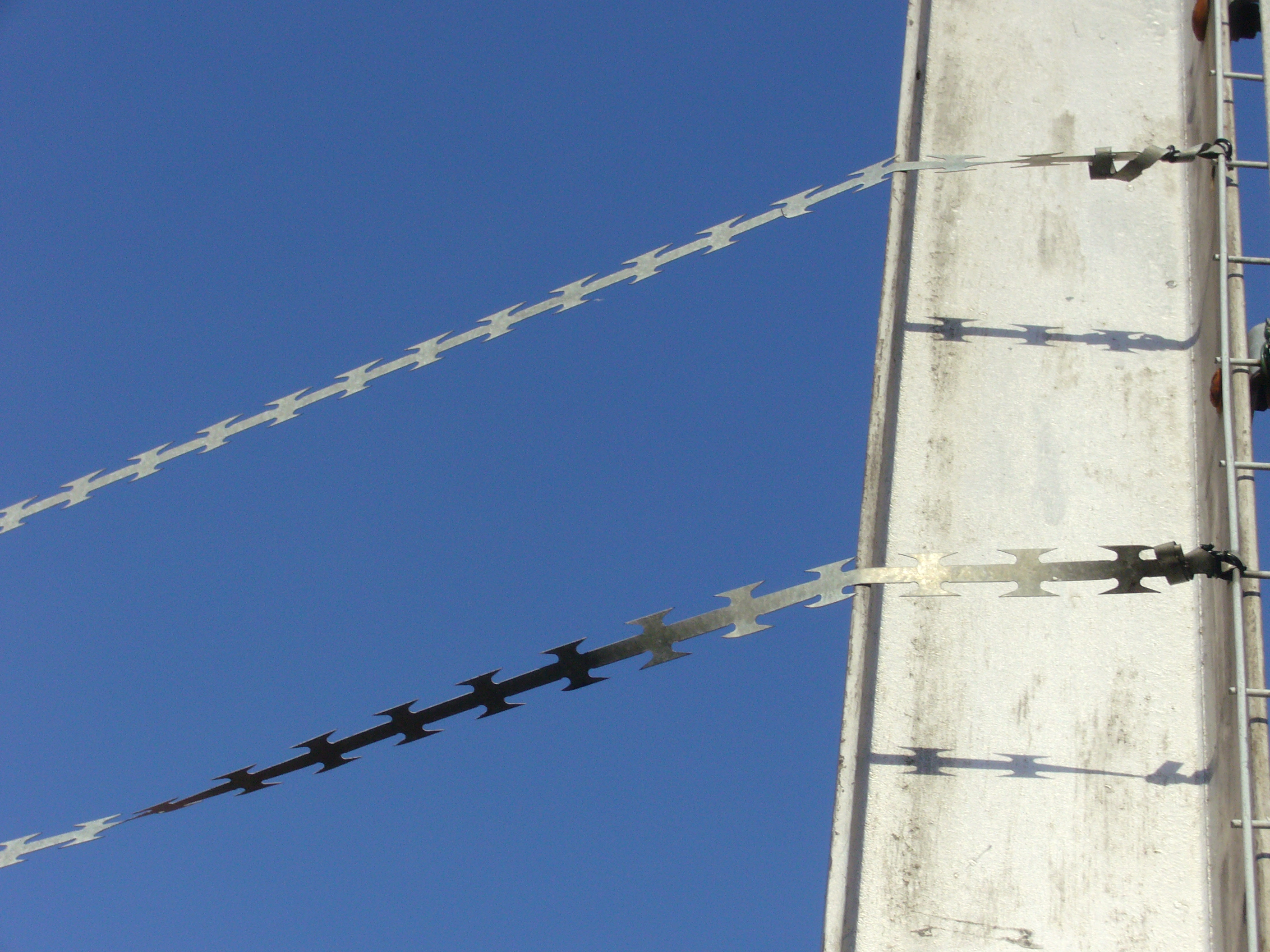
Alambre de espino en una valla.

El alambre de espino tiene una hebra central de alambre de alta resistencia a la tracción y una cinta de acero perforada en forma de espina. Luego, la cinta de acero se fija en frío firmemente al alambre en todos los puntos, excepto en las púas. La cinta de alambre de espino plana es muy similar, pero no tiene alambre de refuerzo central. También se pueden combinar ambos, creando un conformado.

### Tipos
Al igual que el alambre de púas, el de espino puede fabricarse en alambre recto, en espiral, como concertina, en paneles planos o soldados. A diferencia del alambre de púas, que generalmente solo está disponible como acero simple o galvanizado, el alambre de espino está fabricado en acero inoxidable para evitar que se deteriore por el óxido. El alambre central puede ser galvanizado y los espinos de acero inoxidable, aunque generalmente se utilizan materiales totalmente inoxidable se utiliza para instalaciones permanentes a inclemencias climáticas o incluso sumergidas bajo el agua.
El alambre de espino también es característico por sus cuchillas. Aunque no hay definiciones normales, generalmente suelen haber cuchillas pequeñas de 10-12 milímetros (0,4-0,5 plg), cuchillas medianas de 20-22 milímetros (0,8-0,9 plg) y cuchillas grandes de 60-66 milímetros (2,4-2,6 plg).

#### Según su estructura
- En espiral: El alambre de espino en espiral es el más sencillo. No hay concertinas y cada espira consiste en un círculo que va enrollándose.
- En concertina: Es el más utilizado para seguridad. Se puede combinar con la estructura en espiral, añadiéndose en puntos específicos de su circunferencia. Tiene una composición similar a la de un acordeón.
- En cuchilla: Las cuchillas suelen ser hojas planas soldadas a un marco galvanizado. Se pueden utilizar de forma individual como barrera de seguridad.
  - Planas: Un tipo de alambre de espino popular (similar a los anillos olímpicos). Pueden ir soldados o simplemente enganchados.
  - Soldados: Los espinos van soldados a los paneles, los paneles enganchados o atados a un alambre continuo.
- Aplanado: Una combinación con un tipo de alambre de espino de concertina. Es como una concertina aplanada, formándose unas cuchillas planas.

#### Según su alambrado
- Alambrado simple: Muy común y utilizado. Existe tanto en espiral como en concertina.
- Alambrado doble: Un tipo de alambre de espino complejo, que ofrece mayor grado de seguridad. Su diámetro es menor, debido al tamaño de su alambrado al ser de bobina doble. También existe tanto en espiral como en concertina.

#### Especificaciones comunes del alambre de espino
| Especificación | Diá. del alambre (mm) | Cuchilla (espino) (mm) | Cuchilla (espino) (mm) | Cuchilla (espino) (mm) | Cuchilla (espino) (mm) |
| Especificación | Diá. del alambre (mm) | Grosor                 | Largo                  | Ancho                  | Espacio                |
| -------------- | --------------------- | ---------------------- | ---------------------- | ---------------------- | ---------------------- |
| BTO-10         | 2.5±0.1               | 0.50±0.05              | 10±1                   | 13±1                   | 26±1                   |
| BTO-12         | 2.5±0.1               | 0.50±0.05              | 12±1                   | 15±1                   | 26±1                   |
| BTO-18         | 2.5±0.1               | 0.50±0.05              | 18±1                   | 15±1                   | 33±1                   |
| BTO-22         | 2.5±0.1               | 0.50±0.05              | 22±1                   | 15±1                   | 34±1                   |
| BTO-28         | 2.5                   | 0.50±0.05              | 28                     | 15                     | 45±1                   |
| BTO-30         | 2.5                   | 0.50±0.05              | 30                     | 18                     | 45±1                   |
| CBT-60         | 2.5±0.1               | 0.60±0.05              | 60±2                   | 32±1                   | 100±2                  |
| CBT-65         | 2.5±0.1               | 0.60±0.05              | 65±2                   | 21±1                   | 100±2                  |

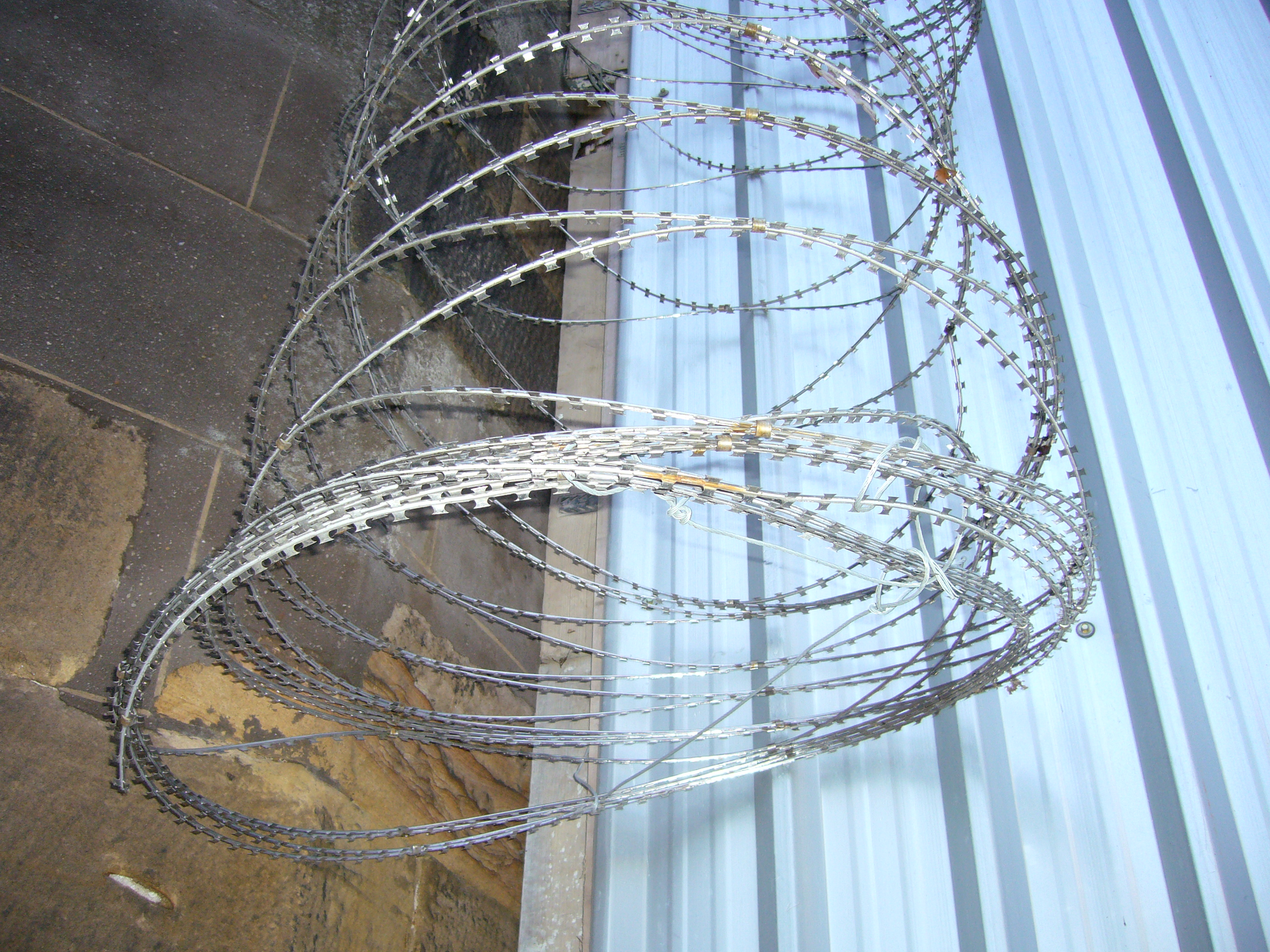
Cuchillas pequeñas con refuerzo central.
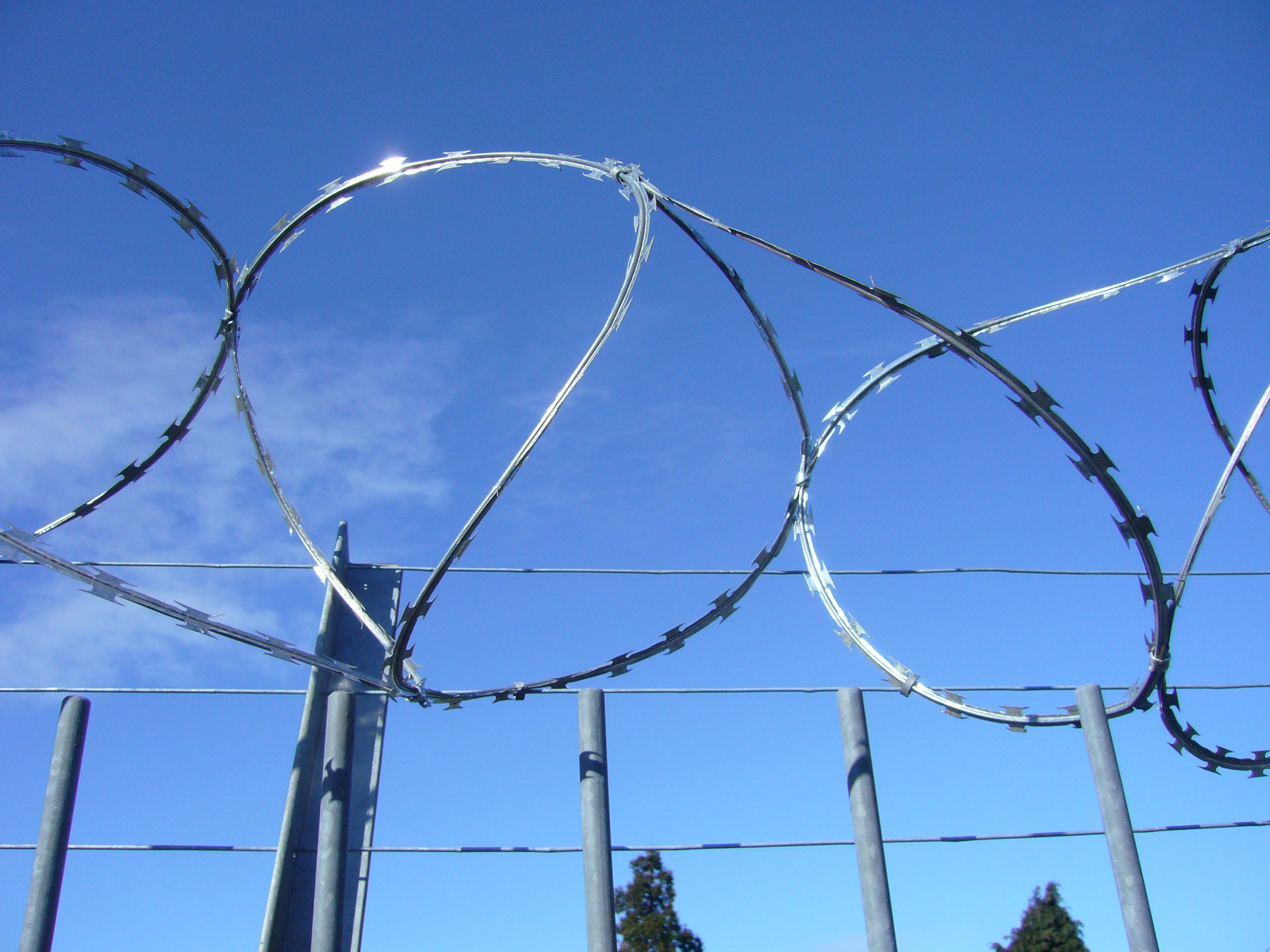
Cuchillas medianas.
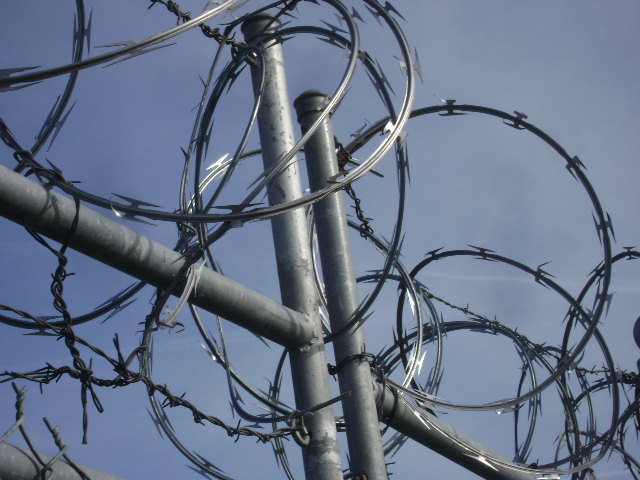
Cuchillas grandes en una valla. En la parte inferior hay alambre de púas.